# Közép-wyomingi Főiskola
A Közép-wyomingi Főiskola (angolul: Central Wyoming College) állami fenntartású felsőoktatási intézmény az Amerikai Egyesült Államok Wyoming államának Riverton városában. Dubois, Fort Washakie, Jackson és Lander településeken, valamint a Wind River rezervátumban telephely működik.

## Története

### Megalapítása
Ugyan megalapítása már az 1950-es években felmerült, a népszavazásra csak 1966-ban került sor. A székhellyel és a körzethatárokkal kapcsolatos viták miatt a tervezés csak 1960-ban kezdődött; 1964-ben a Wyomingi Közösségi Főiskolai Bizottság arról tájékoztatta Fremont megyét, hogy a tervezés csak ezek megoldása után kezdődhet.
1965 júniusában a megye lakosai 5–1 arányban támogatták az intézmény létesítését és 3–2 arányban a rivertoni helyszín mellett döntöttek, azonban a megyeszékhely lakosai fellebbeztek; végül az eredeti helyszín mellett döntöttek.

### 1960-as évek
1966 decemberében a szenátus az országút közelsége, a hegyi kilátás és a jó minőségű termőföld miatt a Riverton nyugati határán fekvő farmot választotta székhelyül; az első órákat egy belvárosi bank alagsorában tartották. 1968. szeptember 23-án a tantermek mellett közműépület és könyvtár is létesült. A 26 oktatóval és 230 hallgatóval rendelkező főiskola vezetése a szakma Rivertonba csábítása miatt a campus egy részén ipari parkot jelölt ki. 1968-ban egy helyi vállalkozó 14 férőhelyes lánykollégiumot épített.
1967-ben kibérelték a Wyomingi Egyetem Sinks Canyon-i farmját, ami négy év múlva a főiskola tulajdonába került. A fél négyzetkilométeres területet 1943-ig mezőgazdasági kísérletezésre használták.

### 1970-es évek
Az első kollégium és a menza 1973-ban épült; az 1978-ban átadott apartmanház családos hallgatókat is fogadott. 1973-ban hallgatói sportlétesítmény, 1978-ban műszaki képzőhely, 1979-ben pedig újabb apartmanház nyílt.
A helyi ipari igényeknek megfelelően új képzések (például bánya- és építőipari, valamint informatikai és mérnöki) indultak. 1975-ben kabalát váltottak.

### 1980-as évek
1983-ban átadták a Robert A. Peck Művészeti Központot, illetve elindult a KWCW-TV; ezzel egyidőben művészeti díjakat alapítottak.

### 1990-es évek
Az 1990-es években az állam finanszírozási szabályainak változása miatt az intézmény költségvetése lecsökkent; több sportcsapat is megszűnt, a sportösztöndíjak helyett pedig tanulmányiakat vezettek be. A hallgatók többségében az alacsonyabb jövedelműek közül kerültek ki és az átlagnál idősebbek voltak, ezért a lemorzsolódás is nagy volt. A szövetségi Student Support Services Program keretében támogatást szereztek tanszerekre, emellett a hallgatók számára ingyenes tanácsadást nyújtanak. 1996-ban 1,75 milliós támogatást kaptak, ami hozzájárult a hallgatók megtartásához és a számítógépes infrastruktúra fejlesztéséhez; 1997-ben tízmilliós juttatásból a távoktatást fejlesztették.
1994-ben a campust átépítették; a főépület ekkor nyílt meg.

### 2000-es évek
2006-ban újraalapították a röplabda-, majd 2008-ban a férfi és női kosárlabdacsapatot. 2002-ben új kollégium épült, 2010 őszén pedig megnyílt az őslakosügyi oktatási centrum. 2013-ban átadták az egészségtudományi központot.
JoAnne McFarland rektor 2014-ben nyugdíjba vonult, utódja, Cristobal Valdez pedig 2016-ban lemondott; ugyanezen évben az intézmény ötvenedik évfordulója alkalmából a főépületben létrehozták a hallgatói támogatásokért felelős Rustler Központot. 2020-ban a Wyomingi Egyetemmel közösen üzleti alapképzést indítottak.

## Campus
24 hektáros központi campusa Riverton nyugati részén, a U.S. Route 26 mentén helyezkedik el. Hat oktatási épülete és négy kollégiuma van:
- Főépület (adminisztráció és könyvtár)
- JoAnne Youtz McFarland Egészségtudományi Központ
- Lowell A. Morfeld Hallgatói Központ
- Robert A. Peck Művészeti Központ
- Szakképző és Műszaki Központ
- Törzsi Oktató- és Közösségi Központ

### Kollégiumok
- East Apartments
- Mote Hall
- Residence Hall
- West Apartments

### Telephelyek
A főiskola lovasközpontja a székhelytől másfél kilométerre keletre fekszik. A megyeszékhelyen, Landerben 2015-ben nyílt meg az évtizedeken át használt belvárosi helyszínt kiváltó épület. A Landertől délre fekvő Sinks Canyon Centerben a terepgyakorlaton részt vevő hallgatók számára fenntartott kollégium és tantermek találhatók.

## Oktatás
A körülbelül negyven képzést (például nyugat-amerikai tanulmányok vagy tűzvédelem) a Felsőoktatási Bizottság, az ápolói szakot az Ápolóképzői Akkreditációs Bizottság akkreditálta. A képzések célja, hogy az azt elvégzők azonnal kiléphessenek a munkaerőpiacra, viszont BSc-szakokra is tovább lehet lépni: együttműködési megállapodást írtak alá a Wyomingi Egyetemmel, a Nemzeti Terepgyakorlat-vezetői Intézettel, a Chadroni Állami Főiskolával, valamint az Észak-dakotai Egyetemrendszerrel. Kredit nélküli közösség- és személyiségfejlesztői kurzusok is indulnak.
A felsőoktatási együttműködési szolgálat (BOCHES) programjával középiskolások duális képzésben főiskolai krediteket szerezhetnek. Az intézmény több szövetségi támogatást is elnyert.

## Média

### Wyoming PBS
A főiskola szervezeti egységeként üzemelő, 1983-ban indult Wyoming PBS műsorait a televíziós műsorszóró képzésben részt vevő hallgatók készítik. Elődje a kábelhálózaton az 1970-es években fekete-fehérben sugárzott és saját modulátorával szabályozhatta a műsoridőt; ugyanekkor a képzéshez kapcsolódó bemutató laboratóriumot létesítettek.

### KCWC-FM
A hallgatói üzemeltetésű 88,1 FM Rustler Radio főképp toplistás dalokat játszik (2009 előtt dzsesszt sugároztak). 1968-ban tíz wattos teljesítménnyel indult, ezt 1976-ban ezer wattra emelték.

### Rustler Television
A Rustler Television a médiaszakos hallgatók által készített tartalmat közvetítő kábelcsatorna, amely Rivertonban és Landlerben fogható.

## Nevezetes személyek
- Hayden Dalton, kosárlabdázó
- Jack Bradford, színész
- Liz Bangerter, politikus
- Martin T. Rucker, politikus
- Patrick Goggles, politikus

## Fordítás
- Ez a szócikk részben vagy egészben  a   Central Wyoming College című angol Wikipédia-szócikk ezen változatának fordításán alapul.  Az eredeti cikk szerkesztőit annak laptörténete sorolja fel. Ez a jelzés csupán a megfogalmazás eredetét és a szerzői jogokat jelzi, nem szolgál a cikkben szereplő információk forrásmegjelöléseként.